# Arne Rosén
Arne Rosén, född den 8 augusti 1939 i Dalarna och uppvuxen i Arvslindan, Gagnefs kommun, är professor emeritus i molekylfysik, vid Göteborgs universitet och Chalmers tekniska högskola.
Rosén studerade vid Uppsala universitet och doktorerade 1973 i fysik vid Göteborgs universitet. Han blev professor 1988 och gick i pension 2006.